# Word of Mouth (The Kinks)
Word of Mouth is een album van de Britse rockband The Kinks uit 1984.

## Tracks
- "Do It Again"
- "Word of Mouth"
- "Good Day"
- "Living on a Thin Line"
- "Sold Me Out"
- "Massive Reductions"
- "Guilty"
- "Too Hot"
- "Missing Persons" #
- "Summer's Gone"
- "Going Solo" #

Opnamen: 1983 (aangeduid met #), alle overige juni t/m september 1984.
Mick Avory · Dave Davies · Ray Davies

John Dalton · Gordon Edwards · Ian Gibbons · John Gosling · Bob Henrit · Andy Pyle · Pete Quaife · Jim Rodford